# تفاف قزم
التِفاف القزم نوع نباتي يتبع جنس التِفاف من الفصيلة النجمية.

## البيئة والانتشار
موطنه جنوب أفريقيا.

## الوصف النباتي
نبات عشبي معمر ساقه تقريباً معدومة. الثمرة فقيرة.